# 4324 Bickel
4324 Bickel este un asteroid din centura principală de asteroizi.

## Descriere
4324 Bickel este un asteroid din centura principală de asteroizi. A fost descoperit pe 24 decembrie 1981 la Socorro, New Mexico de Laurence G. Taff. Asteroidul prezintă o orbită caracterizată de o semiaxă mare de 2,55 ua, o excentricitate de 0,20 și o înclinație de 7,8° în raport cu ecliptica.